# 法雷贝斯维莱尔
法雷贝斯维莱尔（法語：Farébersviller，法語發音：[faʁebɛʁsvilɛʁ]；洛林法兰克语：Äwerschwiller、Éwerschwiller）是法国摩泽尔省的一个市镇，位于该省中东部，属于福尔巴克-布莱摩泽尔区。法雷贝斯维莱尔是法国东北部最重要的移民城市之一，20世纪60年代引入大量北非劳动力，以带动当地煤炭工业的发展。

## 地理
法雷贝斯维莱尔（49°6'53"N, 6°51'49"E）面积6.88 平方千米，位于法国大東部大區摩泽尔省，该省份为法国东北部内陆省份，是洛林的一部分，西南接默尔特-摩泽尔省，东临下莱茵省，北与卢森堡和德国接壤。
与法雷贝斯维莱尔接壤的市镇（或旧市镇、城区）包括：贝南莱圣阿沃尔德、科什伦、法尔什维莱尔、亨利维尔、桑布斯、泰丹。
法雷贝斯维莱尔的时区为UTC+01:00、UTC+02:00（夏令时）。

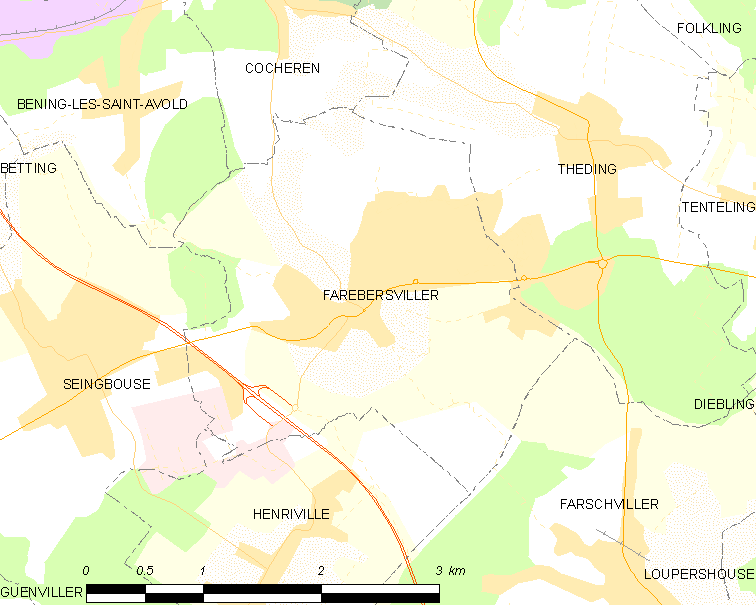
法雷贝斯维莱尔的OSM定位图

## 行政
法雷贝斯维莱尔的邮政编码为57450，INSEE市镇编码为57207。

## 政治
法雷贝斯维莱尔所属的省级选区为弗雷曼-梅尔勒巴克县。

## 人口

1962-2008年间法雷贝斯维莱尔人口变化图示

法雷贝斯维莱尔于2022年1月1日时的人口数量为5226人。

## 友好城市
義大利 圣塞韦里诺市